# Speedelia
Le Speedelia est un nouveau modèle de train à grande vitesse présenté par le groupe français Alstom en septembre 2010 au salon InnoTrans. Ce train se veut complémentaire à l'Automotrice à Grande Vitesse déjà proposée par le groupe. Il offre des performances similaires en matière de vitesse (360 km/h). Contrairement à l'AGV et au TGV, mais aussi aux trains régionaux Coradia, le Speedelia n'est pas articulé (c'est-à-dire possédant des boggies entre les voitures) mais utilise une architecture classique, à l'instar du Velaro  allemand par exemple. Comme l'AGV et le Vélaro, sa propulsion est répartie : chaque caisse possède un boggie moteur, il n'y a pas de "locomotive". 

## Caractéristiques
Ce nouveau train est la réponse d'Alstom au fait que certains clients potentiels, comme Trenitalia, refusent dans leurs appels d'offres les trains articulés. Il se veut un train à très grande capacité (jusqu'à 600 places), sur gabarits larges. Il sera assemblé en Italie, à Savillan, site dont Alstom a hérité après le rachat de Fiat Ferroviaria.

## Interopérabilité
Ce train se veut très interopérable : selon son constructeur, il sera capable d'utiliser les différents types d'alimentation grâce à six pantographes compatibles avec les tensions 25 000 volts 50 Hz, 15 000 volts 16 2/3 Hz, 3000 et 1500 V DC). Il est également compatible avec 10 systèmes de signalisation différents. Il pourra également se décliner en version adaptées à différents gabarits, notamment pour des marchés comme la Chine.